# Molophilus costalis
Molophilus costalis är en tvåvingeart som beskrevs av Edwards 1916. Molophilus costalis ingår i släktet Molophilus och familjen småharkrankar.
Artens utbredningsområde är Taiwan. Inga underarter finns listade i Catalogue of Life.